# 博克斯多夫
博克斯多夫是奥地利布尔根兰州居辛县的一个市镇。总面积9.99平方公里，总人口790人，人口密度79.1人/平方公里（2001年）。